# Yokohama FC
Lo Yokohama Football Club (横浜FC?, Yokohama Efushī), meglio noto come Yokohama FC, è una società calcistica giapponese con sede nella città di Yokohama. Dal 2025 milita nella J1 League, la massima divisione del campionato giapponese.

## Storia
Il club fu fondato nel 1999 dai tifosi dello Yokohama Flügels che, delusi dalla fusione avvenuta in quell'anno tra la loro squadra e i rivali cittadini dello Yokohama Marinos (che diede vita all'attuale Yokohama F. Marinos), raccolsero tramite donazioni i soldi necessari per fondare una nuova società, da loro amministrata secondo il modello dell'azionariato popolare.
Come primo tecnico a cui affidare il team, fu scelto Pierre Littbarski, alla prima esperienza da allenatore. Il tedesco guidò la squadra alla vittoria della Japan Football League, ma a causa di regole federali prestabilite, non poté festeggiare la promozione in seconda serie. Bissato il trionfo in campionato, tuttavia, lo Yokohama raggiunse la J2 League nel 2000 e, dopo sei anni di permanenza in categoria, conquistò la massima divisione nazionale.
Tornato rapidamente in cadetteria a causa dell'ultimo posto in campionato nel 2007, il club disputò dodici stagioni prima di riconquistare la J1 League nel 2019. 
Tra il 2022 e il 2024, allenata da Shuhei Yomoda, la squadra alternò due promozioni e una retrocessione in rapida successione, guadagnando il diritto a disputare il campionato di massima serie nel 2025.

## Strutture
Lo Yokohama disputa le gare interne al Mitsuzawa Stadium, nel quartiere di Kanagawa-ku. Gli allenamenti sono svolti nel moderno centro tecnico della società, sito a Hodogaya-ku.

## Allenatori
- 1999-2000  Pierre Littbarski
- 2001  Yoshikazu Nagai
- 2001-2002  Katsuyoshi Shintō
- 2003-2004  Pierre Littbarski
- 2005-2006  Yūsuke Adachi
- 2006-2007  Takuya Takagi
- 2007  Júlio César Leal
- 2008  Satoshi Tsunami
- 2009  Yasuhiro Higuchi
- 2010-2012  Yasuyuki Kishino
- 2012-2014  Motohiro Yamaguchi
- 2015  Miloš Rus
- 2015  Hitoshi Nakata
- 2016  Miloš Rus
- 2016-2017  Hitoshi Nakata
- 2017-2019  Edson Tavares
- 2019-2021  Takahiro Shimotaira
- 2021  Tomonobu Hayakawa
- 2022-Oggi  Shūhei Yomoda

## Palmarès

### Competizioni nazionali
- J2 League: 1

2006
- Japan Football League: 2

1999, 2000

### Altri piazzamenti
- J2 League:

Secondo posto: 2019, 2024
Terzo posto: 2018

## Organico

### Rosa 2025
Rosa e numerazione aggiornate al 7 luglio 2025.
| N. |                     | Ruolo | Calciatore                |
| -- | ------------------- | ----- | ------------------------- |
| 1  | Brasile (bandiera)  | P     | Phelipe Megiolaro         |
| 2  | Giappone (bandiera) | D     | Boniface Nduka            |
| 3  | Giappone (bandiera) | D     | Jun'ya Suzuki             |
| 4  | Brasile (bandiera)  | C     | Yuri Lima Lara            |
| 5  | Giappone (bandiera) | D     | Akito Fukumori            |
| 6  | Giappone (bandiera) | C     | Yoshiaki Komai (capitano) |
| 7  | Giappone (bandiera) | A     | Musashi Suzuki            |
| 8  | Giappone (bandiera) | A     | Towa Yamane               |
| 9  | Giappone (bandiera) | A     | Solomon Sakuragawa        |
| 10 | Brasile (bandiera)  | A     | João Paulo                |
| 13 | Giappone (bandiera) | A     | Keijirō Ogawa             |
| 14 | Giappone (bandiera) | C     | Yoshihiro Nakano          |
| 15 | Giappone (bandiera) | A     | Shō Itō                   |
| 16 | Giappone (bandiera) | D     | Makito Itō                |
| 17 | Giappone (bandiera) | A     | Mizuki Arai               |
| 19 | Giappone (bandiera) | D     | Shawn van Eerden          |
| 20 | Giappone (bandiera) | A     | Tōma Murata               |
| 21 | Giappone (bandiera) | P     | Akinori Ichikawa          |
| 22 | Giappone (bandiera) | D     | Katsuya Iwatake           |
| 27 | Brasile (bandiera)  | D     | Léo Bahia                 |

| N. |                     | Ruolo | Calciatore        |
| -- | ------------------- | ----- | ----------------- |
| 28 | Giappone (bandiera) | D     | Kōki Kumakura     |
| 30 | Giappone (bandiera) | D     | Kōsuke Yamazaki   |
| 32 | Giappone (bandiera) | P     | Ryō Ishii         |
| 33 | Giappone (bandiera) | A     | Keisuke Muroi     |
| 34 | Giappone (bandiera) | C     | Hinata Ogura      |
| 37 | Giappone (bandiera) | A     | Kantarō Maeda     |
| 39 | Giappone (bandiera) | C     | Takanari Endō     |
| 40 | Giappone (bandiera) | P     | Masaki Endō       |
| 41 | Giappone (bandiera) | P     | Tōma Sakurai      |
| 42 | Giappone (bandiera) | P     | Tsukasa Okame     |
| 43 | Giappone (bandiera) | P     | Katsuto Yamagishi |
| 44 | Giappone (bandiera) | C     | Ryōsuke Iwasaki   |
| 45 | Giappone (bandiera) | D     | Sōta Tsukuda      |
| 48 | Giappone (bandiera) | D     | Kaili Shimbō      |
| 50 | Giappone (bandiera) | D     | Jui Hata          |
| 70 | Giappone (bandiera) | D     | Kyō Hosoi         |
| 76 | Giappone (bandiera) | C     | Kōta Yamada       |
| 88 | Giappone (bandiera) | P     | Tsubasa Shibuya   |
| 91 | Brasile (bandiera)  | A     | Lukian            |

### Staff tecnico
Staff tecnico aggiornato al 20 aprile 2025.
- Shūhei Yomoda - Allenatore
- Shunsuke Nakamura - Assistente tecnico
- Fumitake Miura - Assistente tecnico
- Seiya Takeuchi - Assistente tecnico
- Ryō Tadokoro - Assistente tecnico
- Yōichi Doi - Preparatore portieri
- Taiki Murai - Collaboratore preparatore portieri
- Wagner Pereira Cardozo - Preparatore attaccanti
- Kazutaka Takahashi - Preparatore fisico
- Kenta Kanno - Preparatore fisico
- Shōhei Waki - Analista